# Club Deportivo Tenerife "B"
El Club Deportivo Tenerife "B", también conocido popularmente como «Tenerife "B"», es el equipo filial de fútbol del Club Deportivo Tenerife sito en Tenerife, España. Fue adscrito como club filial oficial en 1995, aunque existía desde 1961 con la antigua denominación de «Unión Deportiva Salud». Es el primer equipo que conforma las categorías inferiores del club. El filial milita actualmente en la Segunda Federación, cuarta categoría del fútbol español. A diferencia de otras Ligas europeas y mundiales de fútbol, en España la regulación y normativas que afecta a los equipos filiales permiten que estos puedan actuar como clubes profesionales —pudiendo competir en el mismo sistema de Liga que el resto de equipos—, en vez de jugar una Liga separada de equipos filiales. El Tenerife "B" no puede ascender a una categoría superior o igual del fútbol español a la del primer equipo, siendo esta la segunda división.
Cuenta con un total de tres temporadas en Segunda B, treinta y dos en Tercera, dos en Interinsular Preferente y una en primera regional. Entre sus logros, destacan tres campeonatos de tercera división (temporada 1988-89, 2008-09 y 2017-18), cinco Copas Heliodoro Rodríguez López (temporada 2001-02, 2002-03 2007-08, 2008-09 y 2014-15) y dos campeonatos de la Preferente Tenerife (temporada 1981-82 y 2004-05).
El filial disputa sus partidos como local en la ciudad deportiva Javier Pérez —complejo deportivo del club situado en San Cristóbal de La Laguna y comúnmente denominado como ciudad deportiva de Geneto—, construido en honor al que fue presidente del primer equipo desde 1986 hasta 2002, Javier Pérez. Tiene una capacidad de 2400 espectadores.

## Historia

### Los orígenes y la fundación

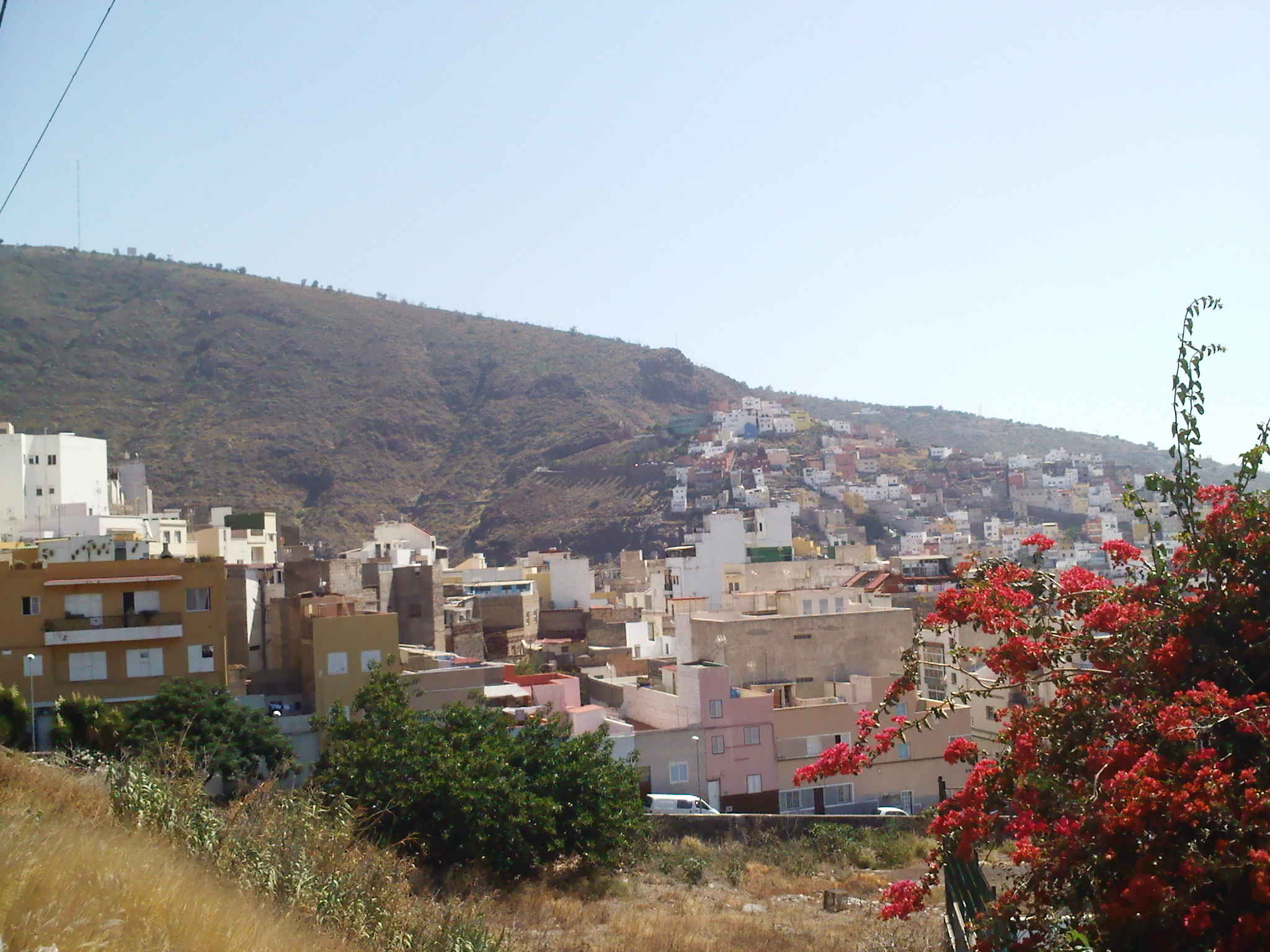
Imagen del Barrio de La Salud

El barrio de La Salud, localizado en la capital tinerfeña, desde los años cuarenta contó con varios equipos que sobresalieron dentro de las competiciones insulares, destacando sobre todos el Club Deportivo Salud, fundado en 1930 y que usaba un uniforme con los colores verde y azul. También destacó el Betis Salud, fundado en 1949 y que usaba como uniforme una camisa rojiblanca y pantalón azul. Los dos clubes jugaron varias temporadas en tercera regional.
Evocando a los antiguos representantes del barrio en 1961 se crea el Club Deportivo Salud 25 de Julio. Esta nueva entidad incorporaba en su nombre una fecha tan señalada para la ciudad de Santa Cruz rememorando la victoria sobre el almirante Nelson acaecida en 1797. El nuevo club vestía completamente de blanco y durante sus primeros años compitió al margen de la Federación Tinerfeña de Fútbol, federándose finalmente en 1967. Encuadrado ya en las competiciones oficiales debutó en segunda regional en la campaña 1967-68 siendo su presidente José Luis García González.

### Interés del Tenerife y una Unión Deportiva Salud en tercera división
Una buena actuación en la campaña 1972-73 le sirve al Club Deportivo 25 de Julio para conseguir el ascenso a primera regional, por aquel entonces primer escalafón del fútbol tinerfeño. En la temporada 1974-75, bajo la presidencia de Miguel Ángel Almenara Plasencia, el club adquiere la denominación de Unión Deportiva Salud pasando a vestir camiseta verdiblanca a rayas y pantalón de color blanco. No logra el equipo asentarse en la categoría, regresando a segunda regional. En el ejercicio 1979-80 asciende nuevamente regresando así a una división que había perdido su condición de máximo nivel regional con la creación de la Preferente en 1975.
El Club Deportivo Tenerife contaba con el Club Deportivo Tenerife Aficionado, su filial, desde 1960. Sin embargo la entidad blanquiazul pronto vería a la Unión Deportiva Salud como un club idóneo para curtir jugadores jóvenes. Así en 1980 firman un convenio de filiación cuya validez desaparecería y se retomaría en los años sucesivos en función de los intereses deportivos de ambas partes. El conjunto de La Salud actuaría como una especie de segundo filial blanquiazul cancelando tal acuerdo cuando coincidiera en la misma categoría con el Tenerife Aficionado.
El plantel de La Salud sorprende y consigue rápidamente alcanzar la división de Preferente, debutando en ella la temporada 1981-82. Su increíble progresión continuaría la siguiente temporada pues tras un inmejorable debut conquista el campeonato. Sus dieciocho victorias y siete igualadas en los treinta partidos disputados valieron para superar en un punto al Club Deportivo Gara, segundo, obteniendo de este modo el ascenso directo a la tercera división. Asumía la presidencia de la entidad en estos años Graciliano Díaz Padilla.
Sufre en su estreno en categoría nacional salvándose con los mismos puntos que un Real Unión de Tenerife que si descendió. Los verdiblancos cosecharon una victoria por 1-2 y una igualada a un tanto en los dos enfrentamientos ligueros frente a los unionistas lo que a la postre le valdría para conservar su plaza en el cuarto nivel del balompié español. Repetiría esa decimoséptima posición las siguientes dos campañas finalizando la 1983-84 con un colchón de cinco puntos sobre la Unión Deportiva San Antonio y la 1984-85 aventajando en solo uno al Club Deportivo Unión Tejina. Bernardo Franco López accede a la presidencia de un club que en lo deportivo mejora sus resultandos acabando decimotercero la temporada 1985-86 y undécimo en la edición posterior.

### Aumento de la colaboración blanquiazul y estreno en Segunda B
A partir de 1986 la relación con el Club Deportivo Tenerife aumenta. La colaboración entre ambas entidades queda patente con la cesión a las filas verdiblancas de varios jóvenes blanquiazules. Estos refuerzos dan sus frutos y tras un quinto puesto en la temporada 1987-88 obtiene el campeonato del grupo canario de tercera división al año siguiente. Veintiséis victorias, ocho empates y ocho derrotas fue el bagaje de un equipo campeón. Sesenta y dos puntos, dos sobre Las Palmas Atlético, que valieron un ascenso directo a segunda división B.
Luis Guiance sería el técnico elegido para el estreno en la categoría de bronce pero este no sería el soñado. Compitiendo en el grupo III, junto a equipos andaluces, manchegos, extremeños, norteafricanos y los otros representantes canarios, tan solo logra once puntos en toda una temporada en la que recibió la friolera de 104 goles en contra. Cosechó tres victorias y cinco empates en casa mientras que fuera de la isla todo fueron derrotas.
En el verano de 1990 y ante la imposibilidad de mantener a dos filiales el Club Deportivo Tenerife decide apostar únicamente por la Unión Deportiva Salud deshaciéndose de un Tenerife Aficionados que llevaba cuatro años atascado en Preferente. De vuelta a Tercera tras su breve paso por la división de bronce los verdiblancos sufren para salvar la categoría terminando decimosextos a dos puntos del descenso. Finaliza la siguiente temporada en zona tranquila y en ese verano de 1992 el club amplia su nombre y pasa a denominarse Unión Deportiva Salud Tenerife.

### Nuevo ascenso y fin como club independiente
El equipo finaliza las campañas 1992-93 y 1993-94 como la anterior, en media tabla y sin apuros. La sorpresa vendría el siguiente curso futbolístico, la temporada 1994-95, pues tras una buena actuación acabaría segundo a dos puntos del líder, el Estrella Club de Fútbol. Con cincuenta y dos puntos, sumados en veintiuna victorias y diez empates en los treinta y ocho encuentros disputados, la Unión Deportiva Salud Tenerife se había ganado el derecho a luchar por llegar nuevamente a la segunda división B. La Unión Deportiva Orotava y la Unión Deportiva Gáldar acompañarían a los clubes de Sardina del Sur y La Salud en la promoción de ascenso. Una liguilla de seis partidos decidiría cual de los cuatro aspirantes lograría alcanzar el nivel superior, tal y como venía sucediendo en cada grupo de esta categoría desde 1990. Aunque con los mismos puntos que los galdenses la Unión Deportiva Salud Tenerife sería mejor en esta fase decisiva consiguiendo así ascender por segunda vez en su historia a la categoría de bronce.
Sin embargo esta nueva aventura por el tercer escalón del fútbol nacional ya no la afrontaría como una entidad independiente. A raíz de la Ley del Deporte 10/1990, la cual disponía que los equipos de fútbol profesionales debían transformarse en Sociedades Anónimas Deportivas, la Real Federación Española de Fútbol modificó su reglamento general. Los artículos 109 y 110 del mismo establecen ahora la diferencia entre un “club filial o patrocinado” y un “equipo dependiente” así como la relación de estos con el club superior, denominado “patrocinador” en el caso de filialidad y “principal”, en el caso de dependencia. Así las cosas en el verano de 1995 la Unión Deportiva Salud pierde definitivamente su independencia integrándose en la estructura del Club Deportivo Tenerife.

### Mal estreno como C.D.Tenerife B y vuelta a Tercera
La temporada 1995-96, ya como Club Deportivo Tenerife B, afrontaría su segunda aventura en segunda división B. Quedaría encuadrado en el grupo I junto a los equipos madrileños, gallegos, canarios y castellano manchegos de la categoría. Esta campaña coincidiría con el máximo rival de la entidad blanquiazul, el primer equipo de la Unión Deportiva Las Palmas. Los otros dos conjuntos canarios serían la Unión Deportiva Gáldar y el Club Deportivo Mensajero. Laureano Ramos Trujillo, Nené, dirigió desde el banquillo a un equipo que no podría evitar que su paso por el tercer nivel del fútbol español fuera tan efímero como el anterior pues su décima octava plaza le condenó a volver rápidamente a la tercera división. Este nuevo intento se saldaría con diez victorias, doce empates y dieciséis derrotas; anotando cuarenta y cuatro tantos y encajando cincuenta y siete. Los dos partidos del inusual derbi se los llevaría, por 0-4 y 5-1, una Unión Deportiva Las Palmas que acabaría primera en la clasificación y a la postre consiguiendo el ascenso a segunda división.
Hasta la fecha ha seguido compitiendo bajo este nombre, contando con un descenso a Regionales en la temporada 2004/05, su posterior regreso a Tercera la siguiente campaña 2005/06 y consiguiendo el ascenso a 2.ºB en la temporada 2008/09, aunque en los despachos, puesto que perdió las eliminatorias de ascenso, pero en una serie de movimientos económicos aparejados a la inscripción del UD Fuerteventura en la tercera división, permitieron su ascenso en detrimento del Castillo CF, 
equipo al que le favorecía en primera instancia el descenso administrativo del club majorero que, aunque había logrado su permanencia en 2.ªB, había anunciado su renuncia a competir en cualquier categoría. Tras esta extraña inscripción de última hora del Fuerteventura en Tercera (dado que incluso, a poco de comenzar la temporada, renunció continuar), supuso el ascenso del Tenerife B a la segunda división "B", categoría que perdió al finalizar la siguiente campaña a su ascenso, temporada 2009/10. Desde entonces, ha jugado ininterrumpidamente en tercera división.

## Equipación
Al ser un filial viste con la misma equipación que el primer equipo. La marca que viste al equipo es Hummel.

### Uniforme actual

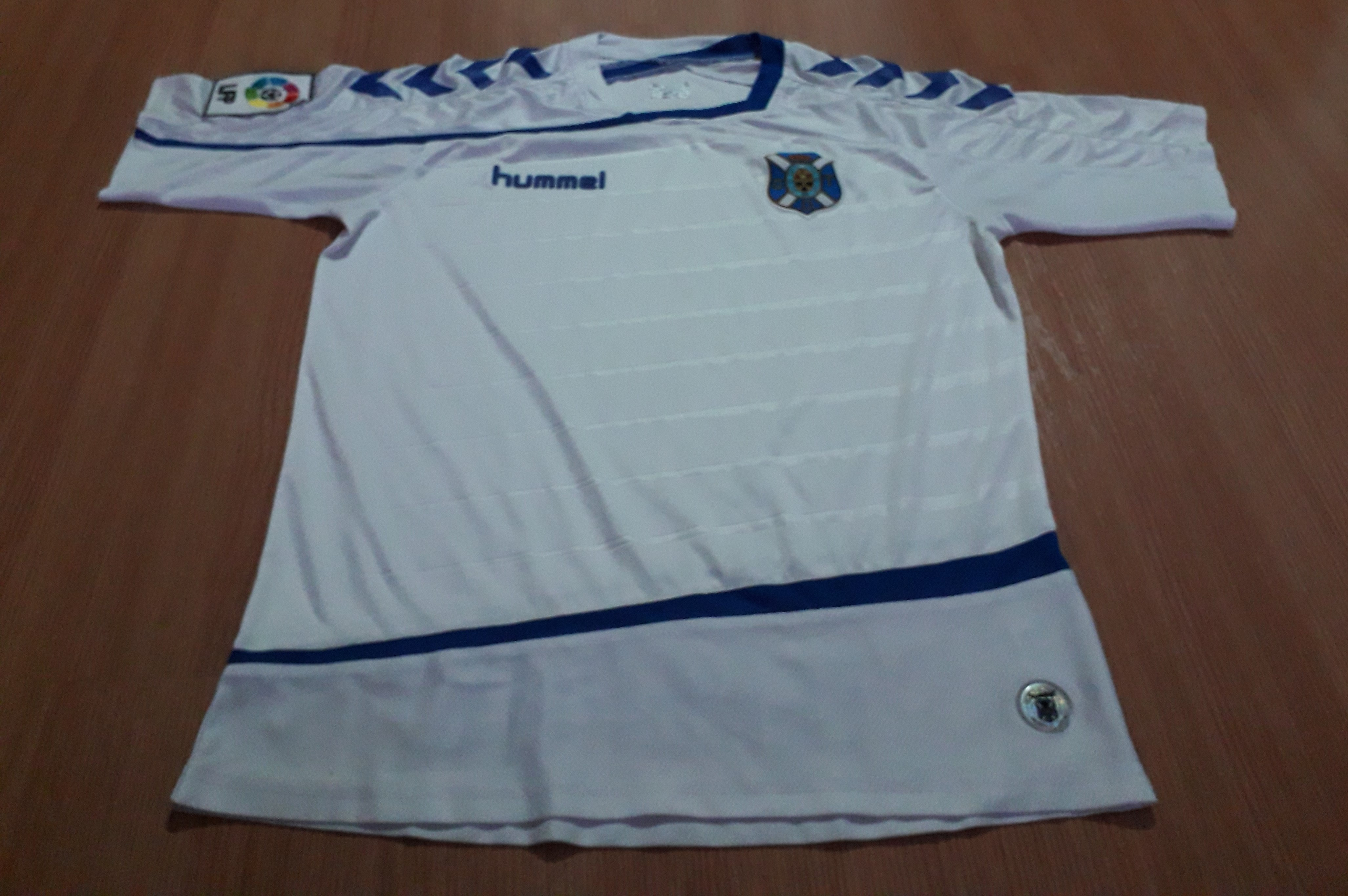
Equipación de la temporada 2015-16

- Primera: Camiseta blanca, pantalón azul y medias blancas.[7]
- Segunda: Camiseta azul, pantalón azul y medias azules.[8]
- Tercera: Camiseta negra con tramas rosas, conmemorativa en la lucha contra el Cáncer, pantalón negro y medias negras.[9]

| Uniforme actual | Uniforme actual | Uniforme actual | Uniforme actual |
| --------------- | --------------- | --------------- | --------------- |
| Primera         | Segunda         | Tercera         |                 |
|                 |                 |                 |                 |
|                 |                 |                 |                 |

### Evolución
Al comienzo de la existencia del club, los jugadores vestían con una indumentaria totalmente de color blanco. A partir de 1974 empieza a vestir con camiseta verdiblanca con rayas, pantalón blanco y medias verdes. En 1989 cambió las medias a color blanco y añadió una raya más en la camiseta. En 1995, al convertirse en filial del Club Deportivo Tenerife, empezó a portar su misma equipación, la cual consta de pantalón azul y camiseta y medias blancas.
| 1961-1974 | 1974-1989 | 1989-1995 | 1995-presente |

## Estadio

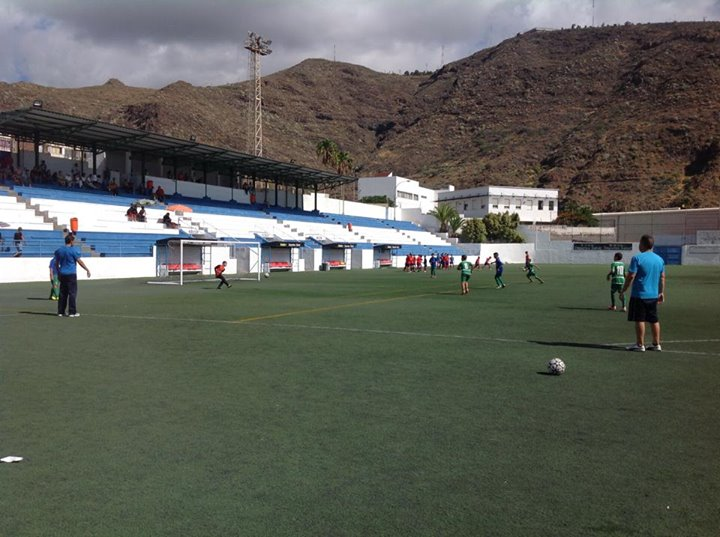
Campo de fútbol de La Salud

Desde 1995 entrena y compite en la ciudad deportiva Javier Pérez, aunque en función de la importancia de los encuentros a disputar lo alterna con el uso del estadio Heliodoro Rodríguez López del primer equipo.
Este conjunto de instalaciones, compartidas por los equipos del área de fútbol base y popularmente conocida como ciudad deportiva de Geneto, adquirió su nombre actual en 2015 para honrar la memoria del conocido dirigente blanquiazul en cuyo mandato se compraron los terrenos en los que se asienta. Estos se encuentran ubicados en el barrio de Los Baldíos, en el municipio de San Cristóbal de La Laguna. Cuenta con cuatro campos de juego, el primero de los cuales se inauguró en 2002.
El equipo jugó veintiocho años, desde 1967 hasta 1995, en el campo municipal de fútbol de La Salud. Dicho recinto cuenta con capacidad para aproximadamente 2000 espectadores y su superficie de juego, de tierra desde sus inicios hasta principios del siglo xxi, es ahora de césped artificial.

## Datos del club
- Temporadas en Segunda División B de España: 3
  - Puesto histórico: 260.º[15]
  - Mejor posición: 18.º (1995-96)
  - Peor posición: 20.º (1989-90)
  - Mayor goleada conseguida: Tenerife "B" (5:1) R. S. D. Alcalá (2009-10)[16]
  - Mayor goleada recibida: Albacete Balompié (11:1) Tenerife "B" (1989-90)[16]
- Temporadas en Tercera División de España: 32
  - Puesto histórico: 123.º[17]
  - Mejor posición: 1.º (1988-89, 2008-09 y 2017-18)
  - Peor posición: 18.º (2003-04)
- Temporadas en Interinsular Preferente de Tenerife: 2
  - Mejor posición: 1.º (1981-02 y 2004-05)
- Temporadas en Primera Interinsular-Tenerife: 1
  - Mejor posición: 1.º (1980-81)
- Participaciones en Copa Federación: 4
  - Mejor clasificación: Semifinales (2012-13)

## Registro de temporadas
| Temporada | División       | Puesto |
| --------- | -------------- | ------ |
| 1980-81   | 1.ªRegional    | 1.º    |
| 1981-82   | Preferente     | 1.º    |
| 1982-83   | 3.ª división   | 17.º   |
| 1983-84   | 3.ª división   | 17.º   |
| 1984-85   | 3.ª división   | 17.º   |
| 1985-86   | 3.ª división   | 13.º   |
| 1986-87   | 3.ª división   | 11.º   |
| 1987-88   | 3.ª división   | 5.º    |
| 1988-89   | 3.ª división   | 1.º    |
| 1989-90   | 2.ª división B | 20.º   |
| 1990-91   | 3.ª división   | 16.º   |
| 1991-92   | 3.ª división   | 11.º   |
| 1992-93   | 3.ª división   | 10.º   |
| 1993-94   | 3.ª división   | 11.º   |
| 1994-95   | 3.ª división   | 2.º    |
| 1995-96   | 2.ª división B | 18.º   |
| 1996-97   | 3.ª división   | 2.º    |
| 1997-98   | 3.ª división   | 13.º   |
| 1998-99   | 3.ª división   | 13.º   |
| 1999-00   | 3.ª división   | 9.º    |
| 2000-01   | 3.ª división   | 9.º    |
| 2001-02   | 3.ª división   | 5.º    |
| 2002-03   | 3.ª división   | 3.º    |
| 2003-04   | 3.ª división   | 18.º   |
| 2004-05   | Preferente     | 1.º    |
| 2005-06   | 3.ª división   | 6.º    |
| 2006-07   | 3.ª división   | 10.º   |
| 2007-08   | 3.ª división   | 13.º   |
| 2008-09   | 3.ª división   | 1.º    |
| 2009-10   | 2.ª división B | 19.º   |

| Temporada | División     | Puesto |
| --------- | ------------ | ------ |
| 2010-11   | 3.ª división | 3.º    |
| 2011-12   | 3.ª división | 8.º    |
| 2012-13   | 3.ª división | 6.º    |
| 2013-14   | 3.ª división | 4.º    |
| 2014-15   | 3.ª división | 7.º    |
| 2015-16   | 3.ª división | 9.º    |
| 2016-17   | 3.ª división | 5.º    |
| 2017-18   | 3.ª división | 1.º    |
| 2018-19   | 3.ª división | 4.º    |
| 2019-20   | 3.ª división | 6.º    |
| 2020-21   | 3.ª división | 5.º    |
| 2021-22   | 3.ª división | 3.º    |
| 2022-23   | 3.ª división | 6.º    |
| 2023-24   | 3.ª división | 1.º    |

## Palmarés

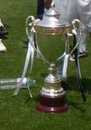
Copa Heliodoro

El Tenerife "B" acumula en sus años de historia varios trofeos. Los cuales son, tres Ligas de tercera división en los campeonatos nacionales, y seis Copas Heliodoro Rodríguez López y dos Ligas Interinsular Preferente, en ámbito regional.
En la tercera competición a nivel nacional, la segunda división B, ha disputado tres ediciones, en la que logró un decimoctavo puesto como mejor resultado en la temporada 1995-96 y en donde ocupa el duocentésimo sexagésimo lugar en su clasificación histórica. Su peor puesto fue un vigésimo en la temporada 1989-90, siendo el colista. En sus registros en la tercera división acumula un total de treinta y dos temporadas, siendo los campeonatos 1988-89, 2008-09 y 2017-18 su mejor participación. En divisiones inferiores contabiliza dos presencias en Interinsular Preferente de Tenerife. En cuanto a la Copa Federación, las semifinales alcanzadas en la temporada 2012-13 se mantienen hasta la fecha como su mejor resultado.

### Torneos regionales
| Competición regional                              | Títulos                                                                | Subcampeonatos            |
| ------------------------------------------------- | ---------------------------------------------------------------------- | ------------------------- |
| Copa R.F.E.F. (Fase Autonómica de Canarias) (8/3) | 2003-04, 2006-07, 2009-10, 2011-12, 2012-13, 2013-14, 2017-18, 2018-19 | 2008-09, 2014-15, 2015-16 |
| Interinsular Preferente de Tenerife (2/0)         | 1981-82 y 2004-05                                                      |                           |
| Copa Heliodoro Rodríguez López (6/1)              | 2001-02, 2002-03 2007-08, 2008-09, 2014-15 y 2023-24                   | 1996-97                   |
|                                                   |                                                                        |                           |

### Torneos nacionales
| Competición Nacional                         | Títulos                    | Subcampeonatos    | Tercero           |
| -------------------------------------------- | -------------------------- | ----------------- | ----------------- |
| Tercera División de España (Grupo XII) (3/2) | 1988-89, 2008-09 y 2017-18 | 1994-95 y 1996-97 | 2002-03 y 2010-11 |

### Torneos amistosos
- Trofeo Ciudad de Santa Cruz (1): 2011
- Torneo de San Ginés (1): 2024